# Magín Mir
Magín Mir Martínez (Palma de Mallorca, 6 de enero de 1970) es un exfutbolista español que jugaba de defensa central.
En Primera División jugó en el R. C. D. Mallorca y en el Albacete Balompié.
Es padre del también futbolista Rafa Mir y tío segundo del gimnasta artístico Nicolau Mir.

## Carrera deportiva
Magín Mir debutó como futbolista profesional en la temporada 1988-89, a la edad de 18 años, con el R. C. D. Mallorca en Segunda División, disputando cinco partidos a lo largo de esa temporada. Alternó primer y segundo equipo del Mallorca hasta 1991, logrando debutar en Primera División en la temporada 1989-90, concretamente el 28 de octubre de 1989, frente al Real Club Celta de Vigo.
En 1991 fichó por el Cartagena F. C. de la Segunda División B, donde jugó hasta 1993, cuando fichó por el Albacete Balompié de la Primera División, donde las lesiones le lastraron bastante, marchándose al Elche C. F., que por aquel entonces estaba en Segunda B, en 1995, con únicamente 9 partidos jugados con el Albacete. 
Después de jugar con el Elche se marchó al Real Murcia, al C. F. Sóller, en el UDA Gramanet y a la Gimnástica Segoviana, todos ellos en Segunda B.

## Clubes
| Club                 | País   | Año       |
| -------------------- | ------ | --------- |
| R. C. D. Mallorca B  | España | 1988-1991 |
| R. C. D. Mallorca    | España | 1988-1991 |
| Cartagena F. C.      | España | 1991-1993 |
| Albacete Balompié    | España | 1993-1995 |
| Elche C. F.          | España | 1995-1996 |
| Real Murcia          | España | 1996-1998 |
| C. F. Sóller         | España | 1998      |
| UDA Gramanet         | España | 1998-1999 |
| Gimnástica Segoviana | España | 1999-2000 |